# La Tour de l'expiation
 (juillet 2025).
Pour plus de détails, voir Fiche technique et Distribution.
La Tour de l'expiation (titre original : La torre dell'espiazione) est un film muet italien réalisé par Roberto Roberti, sorti en 1913.

## Fiche technique
- Titre : La Tour de l'expiation
- Titre original : La torre dell'espiazione
- Réalisation : Roberto Roberti
- Société de production : Aquila Films
- Pays de production :  Royaume d'Italie
- Langue : Italien
- Format : Noir et blanc — 35 mm — 1,33:1 — Son : Muet
- Dates de sortie : 
  - Italie : 1913
  - États-Unis : avril 1914

## Distribution
- Bice Waleran : la comtesse Lara
- Antonietta Calderari
- Frederico Elvezi
- Antonio Greco (it)  (crédité comme Signor Greco)
- Giovanni Pezzinga
- Roberto Roberti
- Angiolina Solari